# ダールグレン湖
ダールグレン湖（ダールグレンこ、Lake Dahlgren）は、アメリカ合衆国オクラホマ州ノーブルの南東およそ9マイル (14 km)、に位置している、周囲およそ2マイル (3.2 km)、広さ30エーカー (12 ha)ほどの湖、。この湖は、オクラホマ州野生生物保護局が1953年に建設した人造湖である。

## アウトドア観光
ダールグレン湖は、数多くのハイキング向けの遊歩道が近傍を通っていることもあり、人気の高い場所となっている。湖には、小さな桟橋、船着場、パビリオン、便所などの施設や、ごく簡素なキャンプ・サイトがあるとされているが、野生生物保護局のサイトではピクニックやキャンプのできる場所も、便所も、水場もないことになっている。
釣り場 (fishing dock) が設けられており、釣りの対象としては、アメリカナマズ、ブルーギル、オオクチバス、サンフィッシュの類がいる。